# Jan Banaś
Jan Banaś (* 29. března 1943, Berlín) je bývalý polský fotbalista, záložník.

## Fotbalová kariéra
V polské nejvyšší soutěži hrál za Polonii Bytom a Górnik Zabrze, se kterým získal dvakrát mistrovský titul a třikrát polský fotbalový pohár. Kariéru končil v mexickém týmu Club Necaxa a ve francouzských nižších soutěžích v týmech FC Melun a US Boulogne. V Poháru mistrů evropských zemí nastoupil v 8 utkáních a dal 1 gól a v Poháru vítězů pohárů nastoupil ve 13 utkáních a dal 6 gólů. Za reprezentaci Polska nastoupil v letech 1964-1971 ve 31 utkáních a dal 7 gólů.

## Ligová bilance
| Ročník                    | Zápasy | Góly | Klub          |
| ------------------------- | ------ | ---- | ------------- |
| Ekstraklasa 1962/1963     | -      | -    | Polonia Bytom |
| Ekstraklasa 1963/1964     | 26     | 7    | Polonia Bytom |
| Ekstraklasa 1964/1965     | 26     | 10   | Polonia Bytom |
| Ekstraklasa 1965/1966     | 0      | 0    | Polonia Bytom |
| Ekstraklasa 1966/1967     | 24     | 6    | Polonia Bytom |
| Ekstraklasa 1967/1968     | 25     | 14   | Polonia Bytom |
| Ekstraklasa 1968/1969     | 19     | 6    | Polonia Bytom |
| Ekstraklasa 1969/1970     | 19     | 6    | Górnik Zabrze |
| Ekstraklasa 1970/1971     | 18     | 5    | Górnik Zabrze |
| Ekstraklasa 1971/1972     | 24     | 9    | Górnik Zabrze |
| Ekstraklasa 1972/1973     | 24     | 2    | Górnik Zabrze |
| Ekstraklasa 1973/1974     | 26     | 9    | Górnik Zabrze |
| Ekstraklasa 1974/1975     | 13     | 4    | Górnik Zabrze |
| 1. mexická liga 1975/1976 | 9      | 0    | Club Necaxa   |
| Ligue 2 1977/1978         | 10     | 1    | US Boulogne   |
| CELKEM 1. polská liga     | -      | -    |               |
| CELKEM 1. mexická liga    | 9      | 0    |               |